# 흰등마멋
흰등마멋(Marmota caligata)은 다람쥐과에 속하는 설치류의 일종이다. 북아메리카 북서부 산악 지대에서 서식하는 마멋이다. 풀과 잎이 큰 잡초가 자라는 경사면과 바위 지역의 삼림한계선 근처에서 서식한다.